# آتش‌گردانی ذهنی
آتش‌گردانی ذهنی (انگلیسی: Pyrokinesis) یا آتش‌جُنبانی به توانایی ذهنی یا ماوراییِ فرضی گفته می‌شود که در آن فرد می‌تواند فقط با تمرکز ذهنی یا ارادهٔ خود، آتش ایجاد کند یا آن را کنترل کند، بدون استفاده از هیچ وسیلهٔ فیزیکی یا مادهٔ قابل اشتعال. این اصطلاح بیشتر در آثار علمی-تخیلی، داستان‌های فانتزی، کتاب‌های کمیک و فیلم‌ها دیده می‌شود و تاکنون هیچ سند علمی معتبری برای اثبات آن وجود ندارد و بسیاری از موارد ادعاشده، در واقع حقه و نتیجهٔ فریب‌کاری هستند.

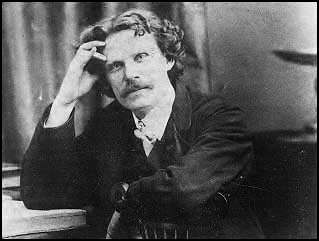
واسطه روحی، دنیل دانگلاس هوم به‌عنوان یکی از افراد مدعی توانایی آتش‌گردانی ذهنی شناخته می‌شود.

## ریشه‌شناسی
واژهٔ pyrokinesis از زبان یونانی گرفته شده: pyr به‌معنای «آتش» و kinesis به‌معنای «جنبش». این واژه را نویسندهٔ وحشت‌نویس استیون کینگ در رمان آتش‌افروز  (۱۹۸۰) برای توصیف توانایی ایجاد و کنترل آتش با ذهن رواج داد، هرچند کاربرد آن پیش از آن نیز وجود داشته است. واژهٔ «پایروکینزیس» به‌گونه‌ای ساخته شده که با واژهٔ تلکینزیس (دورجُنبی) هم‌ارز باشد، گرچه اس. تی. جاشی این واژه‌سازی را «بسیار ناموفق» دانسته و پیشنهاد داده که معادل دقیق‌تر آن telepyrosis (آتش از راه دور) است.

## پیشینه
ای. دبلیو. آندروود، یک آمریکایی آفریقایی‌تبار در قرن نوزدهم، به‌خاطر توانایی‌اش در آتش‌زدن اشیاء شهرتی محدود یافت. جادوگران و دانشمندان بر این باورند که احتمالاً او از تکه‌هایی پنهان از فسفر استفاده می‌کرده که با تنفس یا مالش به‌آسانی شعله‌ور می‌شده‌اند. محقق شک‌گرا جو نیکل نوشته که آندروود ممکن است از تکنیک‌های شیمیایی برای ایجاد احتراق بهره برده باشد و استفاده از فسفر محتمل‌ترین گزینه است. او می‌نویسد که امکان فریبکاری بسیار بیشتر از وجود هرگونه نیروی فراطبیعی است که توسط چارلز فورت یا دیگران مطرح شده است.
واسطه روحی، دنیل دانگلاس هوم، نیز به‌خاطر نمایش‌هایی مربوط به آتش و دست‌زدن به تکه‌ای زغال گداخته مشهور بود. شعبده‌باز هنری آر. ایوانز نوشت که این نمایش در واقع نوعی تردستی بوده و تکهٔ گداخته از جنس پلاتین اسفنجی بوده که شبیه زغال نیم‌سوخته است و در دست مخفی می‌شده است. هروارد کارینگتون این فرضیه را «بسیار هوشمندانه» توصیف کرد، اما یادآور شد که ویلیام کروکس، شیمیدانی مجرب، در یکی از جلسات احضار ارواح حاضر بوده و احتمالاً توانایی تشخیص تفاوت زغال و پلاتین را داشته است. فرانک پادمور نیز نوشت که بیشتر نمایش‌های آتش به‌راحتی می‌توانسته با تردستی یا توهم و فریب حواس انجام شده باشد، و ادعای مشاهدهٔ شعله از انگشتان هوم را نیز می‌توان با خطای دید توضیح داد. جوزف مک‌کیب نوشته که ادعاهای مربوط به آتش‌گردانی هوم ضعیف و ناموفق بوده‌اند و بیشتر آن‌ها در تاریکی و با شاهدانی غیرقابل‌اعتماد انجام شده است. او احتمال داده که تکهٔ زغال در واقع قطعه‌ای از آزبست بوده که هوم در جیب داشته است.
گاهی ادعاهای مربوط به آتش‌گردانی در قالب داستان‌های ارواح آتش‌افروز منتشر می‌شوند، مانند آتش‌سوزی‌های Canneto di Caronia fires و ماجرای پرستار اسکاتلندی جوانی به نام کارول کامپتون در ایتالیا در سال ۱۹۸۲.
در مارس ۲۰۱۱، دختربچه‌ای سه‌ساله در استان آنتیک  در فیلیپین به‌دلیل داشتن توانایی پیش‌بینی یا ایجاد آتش، توجه رسانه‌های محلی را به خود جلب کرد. شهردار شهر مدعی شد که با شنیدن عبارت «آتش… بالش» از زبان کودک، یک بالش شعله‌ور شده است. برخی شاهدان دیگر نیز ادعا کردند که دختر بدون تماس با اشیاء، آتش را پیش‌بینی یا ایجاد کرده است. یک کشیش مدعی شد که کودک را طی مراسمی از ارواح پاک کرده، و پلیس نیز مورد غیرعادی‌ای نیافت، با این حال، یکی از طرفداران امور ماورایی ادعا کرد که این دختر توانایی‌هایش را از زندگی پیشین به ارث برده است. داستان این کودک در برنامهٔ Kapuso Mo, Jessica Soho در ۲۲ ژوئن ۲۰۲۰ پخش شد. با شعله‌ور شدن اشیائی مختلف در خانه، مردم محلی به خانهٔ دختر آمدند تا بیشتر بدانند، و نیروهای اورژانس نیز از خانه بازدید کردند.
هیچ روش علمی شناخته‌شده‌ای وجود ندارد که مغز بتواند با آن آتش یا انفجار ایجاد کند.